# Sigrid Alegría
Sigrid Alegría Conrads (Rostock, 18 de junio de 1974) es una actriz chileno-alemana.

## Biografía
Nació el 18 de junio de 1974 en Rostock. Hija de Julio Alegría Gregorio de las Heras; arquitecto y urbanista, presidente del Comité de Desarrollo Urbano y director secretario general del Colegio de Arquitectos de Chile, y de Mónica Conrads Meylan (n. 1944-f. 2017); educadora de párvulo. Tiene una hermana, Danae Alegría Conrads; comunicador visual.
Su nacimiento en Alemania ocurrió debido al exilio político de sus padres, tras el golpe de Estado de 1973, y la posterior dictadura cívico-militar de Augusto Pinochet en Chile.  A la edad de ocho años, migró a Róterdam, ciudad donde residió durante su infancia entre 1982 y 1984, luego regresó junto a sus padres a Chile.
Cursó sus estudios secundarios en Schweizer Schule Santiago en Ñuñoa. Posteriormente, ingresó a la Escuela Teatro Imagen de Gustavo Meza, egresó en 1997.

## Carrera artística
Su debut televisivo fue en la teleserie Borrón y cuenta nueva de Televisión Nacional de Chile, en 1998 interpretando a "Doris Morán". Luego de participar en las producciones Aquelarre, Santoladrón, Amores de mercado y Purasangre entre otras, deja el canal estatal en 2004 y emigra a Canal 13 para formar parte del elenco de la teleserie Hippie y posteriormente para protagonizar la teleserie Tentación. Recibió el Premio Pop TV Grama como Mejor Actriz por su interpretación de Bárbara.
Los planes de Sigrid cambiaron después de coprotagonizar Los treinta (2005), una comedia que se creó para Televisión Nacional en 2005. Los productores del programa originalmente querían que Alegría hiciera la prueba para el papel protagónico, pero consideraron que Sigrid daba mejor para el papel de Leticia. La telenovela fue un éxito y Sigrid, junto con sus compañeros de reparto, ganó fama y reputación. También se le ofreció un papel en Versus, interpretó un personaje popular. En 2006 firmó un contrato millonario con TVN, siendo la segunda actriz con mayor ingreso tras Claudia Di Girolamo, así como también recibió el Premio Altazor a la Mejor actriz de televisión y obtuvo diversas nominaciones. 
Desde 2007, trabajó en telenovelas nocturnas siendo la protagonista en Alguien te mira, El señor de La Querencia y la más exitosa de todas, ¿Dónde está Elisa?.
En agosto de 2009 tuvo que definir su futuro puesto que Chilevisión le propuso una generosa oferta para emigrar al área dramática y protagonizar una telenovela durante 2010, sin embargo, renovó contrato con TVN. Además fue parte del jurado folclórico del LI Festival Internacional de la Canción de Viña del Mar.
En 2011 luego de su segundo embarazo retorna a las teleseries con el rol protagonista de El laberinto de Alicia, interpretando a una psicóloga llamada Alicia, que se centró en el caso de abuso infantil que ocurre en un colegio del sector alto de la capital y su misión era encontrar al pedófilo. En las últimas grabaciones de la teleserie Sigrid tenía cinco meses de su tercer embarazo y tuvo que grabar sentada la mayor parte de las últimas escenas. Al año siguiente forma parte de Separados. 
En febrero de 2013, deja la estación estatal TVN y firma contrato con Canal 13 por tres años. 
El 26 de febrero de 2014, fue elegida Reina del Festival de Viña del Mar del 2014, con 152 votos de la prensa acreditada, superando así a las candidaturas de Karen Paola, Javiera Acevedo y la cantante mexicana Ninah.
En Canal 13 protagoniza Mamá mechona en 2014, mientras que en 2016 forma parte del elenco de Veinteañero a los 40 interpretando a la hermana del protagonista. En 2016, no renueva contrato, pese a que se trató de retenerla.
El 10 de abril de 2016, se anuncia su llegada a Mega para protagonizar la telenovela Ámbar. La actriz vuelve a trabajar en una área dramática comandada por María Eugenia Rencoret, su antigua jefa en TVN. En 2018 es parte de la teleserie nocturna de Mega Casa de muñecos, mientras que en 2019 participa de la vespertina Yo soy Lorenzo.

## Vida personal
Tiene un hijo llamado Alonso Velasco Alegría, fruto de su relación con el también actor Andrés Velasco, y otros llamados Baltazar y Luciano Ossandón, fruto del matrimonio con Juan Andrés Ossandón, destacado compositor y productor musical, del cual se separó en octubre de 2013.

## Filmografía
| Año  | Película         | Papel           | Dirección              |
| ---- | ---------------- | --------------- | ---------------------- |
| 1997 | Pasión gitana    | Julieta         | Gonzalo Justiniano     |
| 2003 | Sexo con amor    | Luisa Arratia   | Boris Quercia          |
| 2004 | Mujeres infieles | Cristina Mujica | Rodrigo Ortúzar        |
| 2005 | Paréntesis       | Pola Carmona    | Pablo Solís            |
| 2008 | Mansacue         | María Ignacia   | Marco Enríquez-Ominami |
| 2016 | Rara             | Nicole          | Pepa San Martín        |

## Televisión
| Año  | Título                   | Papel              | Ref.          |
| ---- | ------------------------ | ------------------ | ------------- |
| 1998 | Borrón y cuenta nueva    | Doris Morán        |               |
| 1999 | Aquelarre                | Emilia Patiño      |               |
| 2000 | Santo ladrón             | Macarena Algarañaz |               |
| 2001 | Amores de mercado        | Shakira Rebolledo  | [ 15 ]        |
| 2002 | Purasangre               | Brenda Valenzuela  |               |
| 2003 | Pecadores                | Rebeca Flores      |               |
| 2004 | Hippie                   | Ximena Salinas     |               |
| 2004 | Tentación                | Bárbara Urrutia    |               |
| 2005 | Los treinta              | Leticia Lira       | [ 16 ]        |
| 2005 | Versus                   | Cindy López        |               |
| 2007 | Alguien te mira          | Piedad Estévez     | [ 17 ]        |
| 2008 | El señor de la Querencia | Leonor Amenábar    | [ 18 ]        |
| 2009 | ¿Dónde está Elisa?       | Francisca Correa   | [ 19 ] [ 20 ] |
| 2011 | El laberinto de Alicia   | Alicia Molinari    | [ 21 ]        |
| 2012 | Separados                | Verónica Infante   |               |
| 2014 | Mamá mechona             | Macarena Muñoz     | [ 22 ]        |
| 2015 | 20añero a los 40         | Fátima Bustamante  |               |
| 2016 | Ámbar                    | Matilde Errázuriz  |               |
| 2018 | Casa de muñecos          | Leonor Falco       |               |
| 2019 | Yo soy Lorenzo           | Jacinta Jofré      |               |
| 2021 | Pobre novio              | Betty Cruz         |               |
| 2022 | Hasta encontrarte        | Asunción Echenique | [ 23 ]        |
| 2023 | Como la vida misma       | Soledad García     | [ 24 ]        |
| 2024 | Los Casablanca           | Miranda Infante    | [ 25 ]        |

| Año  | Título                 | Papel              | Ref.          |
| ---- | ---------------------- | ------------------ | ------------- |
| 1997 | Brigada Escorpión      | Susana             |               |
| 1997 | Las historias de Sussi | Berta              |               |
| 2002 | La vida es una lotería | La Guagua          |               |
| 2003 | Cuentos de mujeres     | La Baby            |               |
| 2004 | Bienvenida realidad    | Carla Solís        |               |
| 2005 | Tiempo final           | Daniela / Gabriela |               |
| 2008 | Cárcel de mujeres 2    | Usnavy Mayer       | [ 26 ] [ 27 ] |
| 2024 | Baby Bandito           | Magdalena          | [ 28 ]        |

#### Programas
- 1998: Pase lo que pase - Invitada
- 2007: El baile en TVN - Participante
- 2010: LI Festival Internacional de Viña del Mar - Jueza Folclórica
- 2011: Sin maquillaje - Invitada Especial
- 2012: Médium - Invitada Especial
- 2014: Teletón - Telefonista
- 2015: Lip Sync Chile - Participante Ganadora
- 2021: Oye al chef - Participante
- 2024: El antídoto - Invitada

## Teatro
- Las peregrinas de Concepción (2001)
- El evangelio según San Jaime (2001)
- Monólogos de la vagina (2001)
- Bajo la lluvia (2002)
- Balada, te comería el corazón (2003)
- 7 Pecados Capitales (2004)
- La Maratón (2006)
- Colegio de niñas católicas (2006)
- El viaje de Julieta (2012) - Directora
- Chicago (2013) - Roxie Hart
- Las Aristócratas (2025)

## Premios y nominaciones
Premios Altazor
| Año  | Categoría                  | Producción         | Resultado |
| ---- | -------------------------- | ------------------ | --------- |
| 2006 | Mejor actriz de televisión | Los treinta        | Ganadora  |
| 2009 | Mejor actriz de televisión | ¿Dónde está Elisa? | Nominada  |

Premios APES
| Año  | Categoría            | Producción | Resultado |
| ---- | -------------------- | ---------- | --------- |
| 2005 | Mejor actriz de cine | Paréntesis | Nominada  |

Otros premios y nominaciones
| Año  | Premio                                    | Categoría                  | Producción               | Resultado |
| ---- | ----------------------------------------- | -------------------------- | ------------------------ | --------- |
| 2000 | Premios TV Grama                          | Mejor actriz               | Santo ladrón             | Nominada  |
| 2001 | Premios TV Grama                          | Mejor actriz               | Amores de mercado        | Ganadora  |
| 2003 | Festival de Cine Iberoamericano de Huelva | Mejor reparto              | Sexo con amor            | Ganadora  |
| 2005 | Premios TV Grama                          | Mejor actriz               | Tentación                | Ganadora  |
| 2005 | Copihue de Oro                            | Mejor actriz popular       | Los treinta              | Nominada  |
| 2008 | Premios Fotech                            | Mejor actriz principal     | El señor de la Querencia | Nominada  |
| 2008 | Copihue de Oro                            | Mejor actriz popular       | El señor de la Querencia | Ganadora  |
| 2009 | Copihue de Oro                            | Mejor actriz popular       | ¿Dónde está Elisa?       | Ganadora  |
| 2010 | Premios Fotech                            | Mejor actriz principal     | ¿Dónde está Elisa?       | Nominada  |
| 2011 | Blog Teleseries Chilenas                  | Mejor actriz de teleseries | El laberinto de Alicia   | Ganadora  |
| 2011 | Copihue de Oro                            | Mejor actriz popular       | El laberinto de Alicia   | Nominada  |
| 2016 | Copihue de Oro                            | Mejor actriz popular       | Ámbar                    | Nominada  |
| 2019 | Premios ForoNovelas                       | Mejor actriz               | Casa de muñecos          | Ganadora  |